# Santa Tereza
Santa Tereza là một đô thị thuộc bang Rio Grande do Sul, Brasil. Đô thị này có diện tích 72,39 km², dân số năm 2007 là 1815 người, mật độ 25,07 người/km².